# 中国建筑一局
39°59′18″N 116°28′12″E / 39.9882209°N 116.4700547°E
中国建筑一局（集团）有限公司（China Construction First Building(Group) Corporation Limited，简称“中建一局”），是中国建筑股份有限公司的全资子公司，原为中国建筑第一工程局，1997年8月1日改制成为中国建筑一局（集团）有限公司。是一家具有国家特级工程总承包资质，集设计、科研、施工、安装、物流、房地产开发于一体，跨行业、跨地区、跨国境、多元化经营的大型建筑企业集团，前身是1953年为建造第一汽车制造厂而组建的建筑工程部直属工程公司。

## 历史
1953年秋，为建造长春第一汽车制造厂(当时代号为652厂，以下简称"长春一汽")，中建一局的前身652工程公司成立。1954年1月，根据中央指示，包括652工程公司在内的所有建造长春一汽的施工队合并为建筑工程部直属工程公司，统归建筑工程部领导。
1958年8月，建筑工程部直属工程公司更名为建筑工程部第一工程局，奉命前往西南参加四川德阳和江油两大工业区的建设。
1959年9月18日，被建筑工程部和全国建筑工会授予"工业建筑的先锋，南征北战的铁军"称号。
1960年8月，根据国家建设任务需要，建筑工程部第一工程局抽调部分人员和设备组建建筑工程部第六工程局，投身大庆油田建设。
1970年2月，建筑工程部第六工程局奉命南下参加荆门炼油厂建设。7月，建筑工程部第六工程局更名国家建委第六工程局。
1974年4月，国家建委第六工程局与101指挥部第三工程公司、安装公司合并，成立国家建委第一工程局。
1979年3月，国家建工总局成立，国家建委第一工程局改称国家建工总局第一工程局。
1982年6月，国家建工总局撤消，成立中国建筑工程总公司，国家建工总局第一工程局改称中国建筑第一工程局。
1997年8月，中国建筑一局(集团)有限公司正式挂牌成立。
2016年，中建一局作为凭借5.5精品工程生产线，荣获中国政府质量最高荣誉——中国质量奖。

## 分公司
- 国际工程公司
- 华南区域公司
- 东北区域公司
- 西南区域公司
- 华北建设公司
- 总承包公司
- 北京分公司
- 江苏分公司
- 安徽分公司
- 山东分公司
- 浙江分公司
- 山东分公司
- 河南分公司

## 子公司
- 中建一局集团第一建筑有限公司
- 中建一局集团第二建筑有限公司
- 中建一局集团第三建筑有限公司
- 中建一局集团建设发展有限公司
- 中建一局集团第五建筑有限公司
- 中建一局集团第六建筑有限公司
- 中建一局集团华江建设有限公司
- 中建市政工程有限公司
- 中建一局集团安装工程有限公司
- 中建一局集团装饰工程有限公司
- 中建一局集团钢结构工程有限公司
- 中建一局集团房地产开发有限公司
- 中建一局集团物流有限公司
- 北京中建建筑科学研究院有限公司
- 北京中建建筑设计研究有有限公司

## 附属机构
- 北京仁和医院